# Poli-imida
Poli-imida (algumas vezes abreviada como PI) é um polímero de monômeros imida. É um polímero adequado para uso em altas temperaturas. Opera com características adequadas de resistência numa ampla faixa de temperaturas (-270° C a 300 °C). Tem alta resistência mecânica e a esforços que causam delamitação e excelente resistência a desgaste sob uso contínuo. Também apresenta condutividade térmica bastante baixa, bem como excelentes propriedades como isolante elétrico. É utilizado no mascaramento de placas de circuito impresso e revestimento de cabos condutores expostos a altas temperaturas.